# محمود أباد (سرتشهان)
محمود أباد (بالفارسية: محمودآباد) هي قرية تقع في إيران في قسم سرتشهان الريفي. يقدر عدد سكانها بـ 433 نسمة بحسب إحصاء 2016.